# Lummelundagrottan

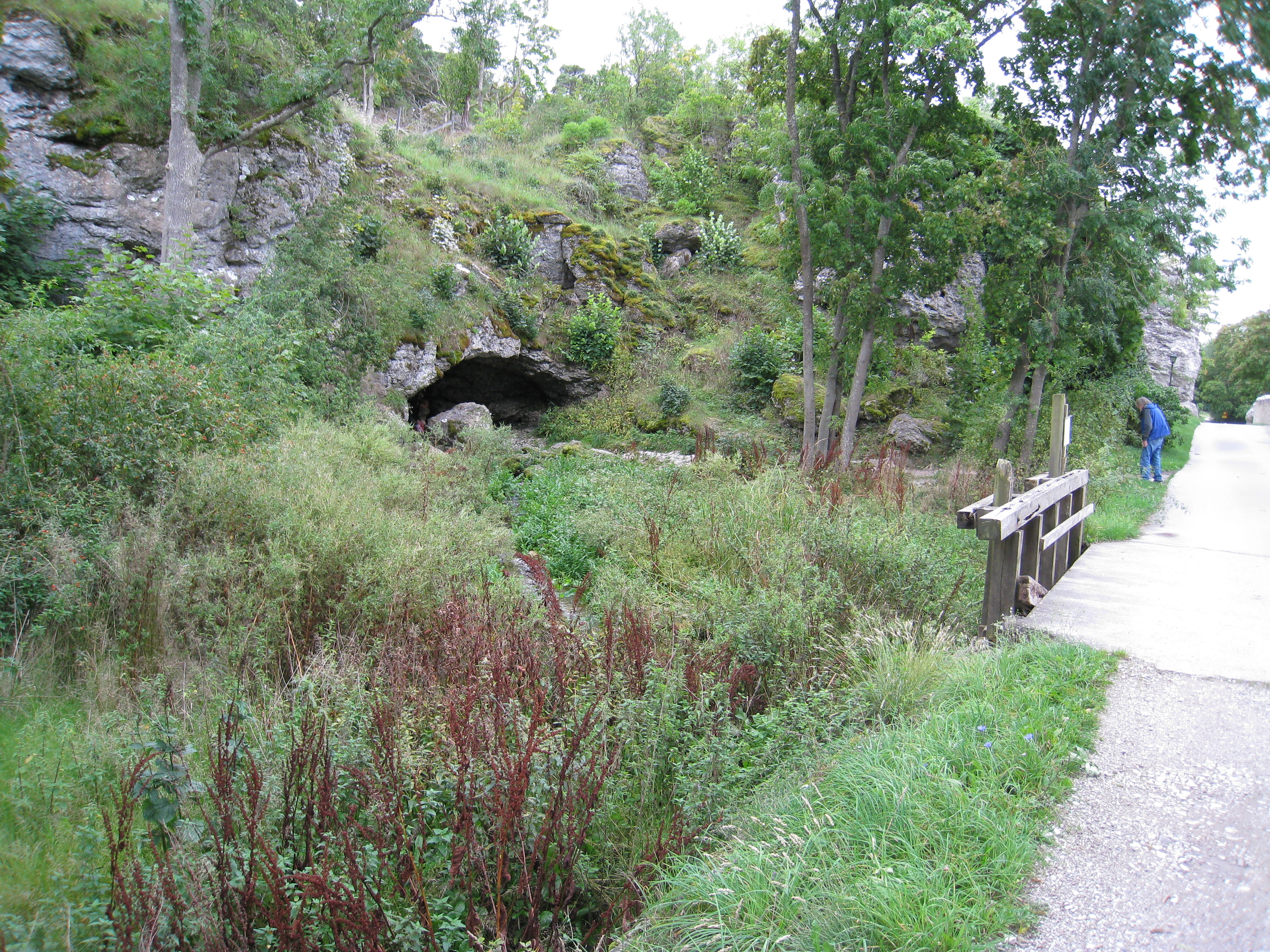
Entrée naturelle de la grotte de Lummelundagrottan.

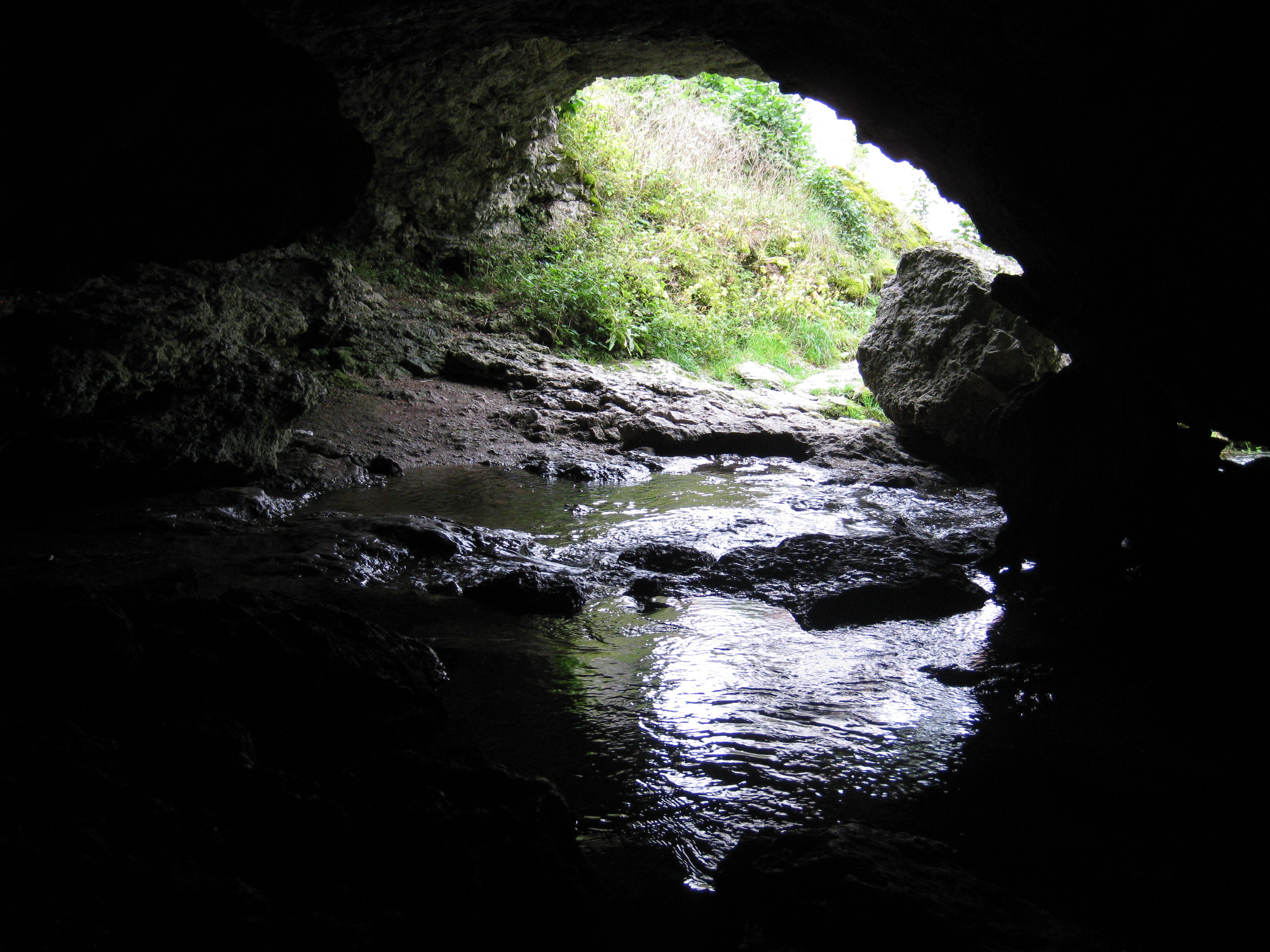
Débouché de la rivière souterraine de la grotte de Lummelundagrottan.

Lummelundagrottan est une grotte située à côté du village de Lummelunda près de la ville de Visby sur l'île de Gotland, au milieu de la mer Baltique. La grotte est aussi appelé "Rövarkulan" (la caverne ou repaire des voleurs).

## Descriptif
En 1924, la première tentative pour entrer dans la grotte est faite par un zoologiste du nom de Torsten Gislén, il a réussi à parcourir jusqu'à environ une quarantaine de mètres. En 1948, trois garçons (Orjan Håkansson, Percy Nilsson et Lars Olsson) ont réussi à leur tour à entrer dans la grotte. Ils ont commencé à faire des expéditions et à examiner l'intérieur de cette première approche de l'intérieur de cette grotte, alors aux dimensions modestes, car elle finissait par un étroit boyau quasi infranchissable. En 1950, un gros rocher s'effondra du plafond et offrit tout à coup une ouverture plus large dans la paroi rocheuse. Une ouverture de 20 mètres qui a permis aux trois garçons d'aller plus profondément dans la grotte et de découvrir la "salle Bergakungens", qui est la première salle, puis une autre surnommée la salle «chapelle». Ensuite la grotte débouche sur un lac et une rivière souterraine qui débouche à l'extérieur par une large ouverture. En 1955, au moyen d'un canot en caoutchouc, l'exploration se poursuivit pour les trois jeunes gens qui avancèrent encore sur 175 mètres. En 1959 la grotte fut aménagée pour l'ouverture au public. 
En septembre 1985, quelque 400 mètres de conduits supplémentaires furent découverts par des plongeurs qui durent passer quatre goulots dans la grotte. D'autres grandes salles furent mises au jour. La longueur actuelle de la grotte atteint les quatre kilomètres et en fait la deuxième plus grande grotte de Suède après celle de Korallgrottan et ses six kilomètres.

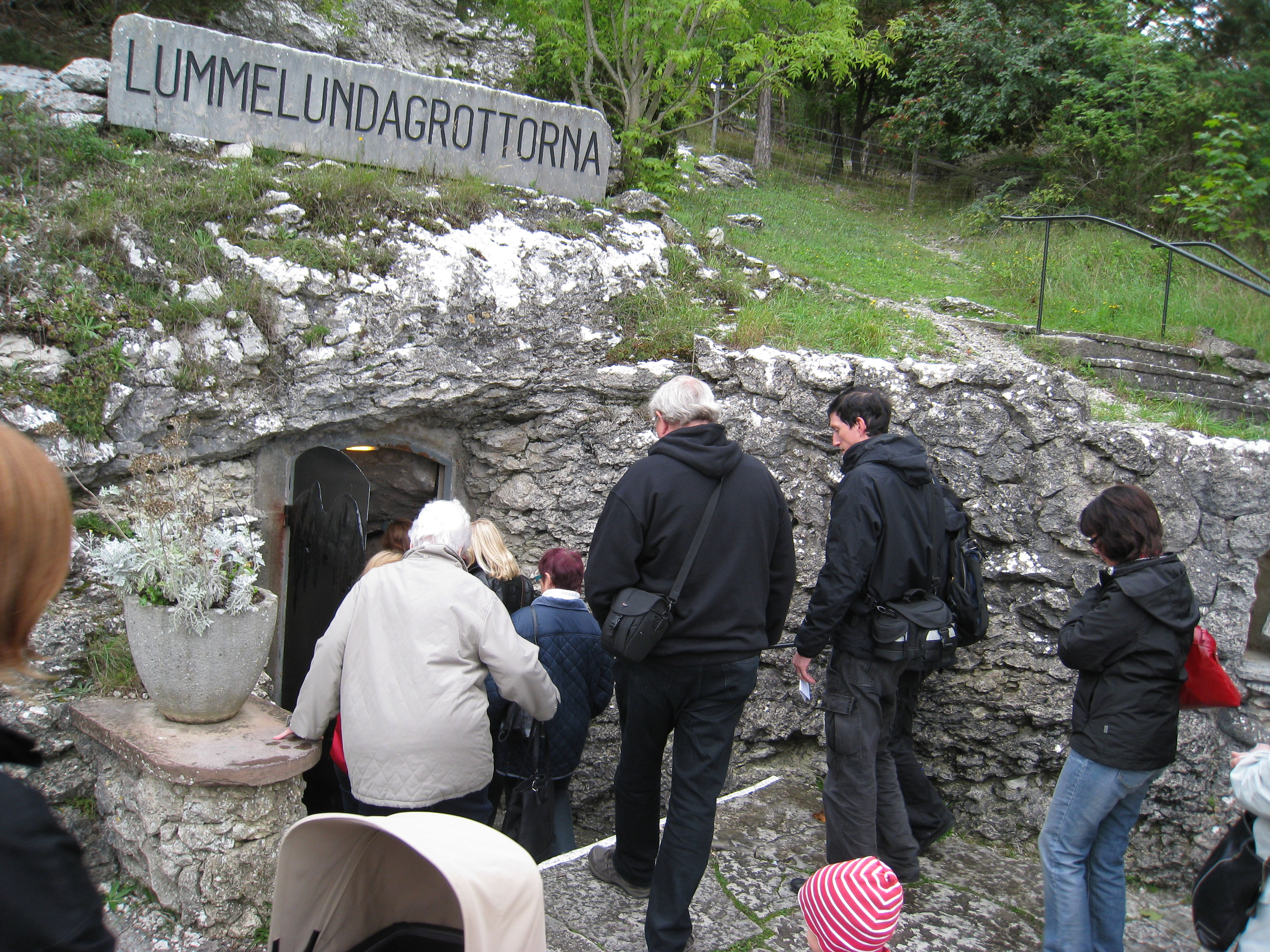
Entrée réservée aux touristes.